# 安德森角
63°54′S 57°46′W / 63.900°S 57.767°W
安德森角（英語：Andreassen Point），是南極洲的海岬，位於葛拉漢地的詹姆斯羅斯島北部，處於拉赫曼角以南15公里，在1903年由奧托·努登舍爾德發現，現時由南極條約體系管理。